# Sphex oxianus
Sphex oxianus är en biart som beskrevs av Gussakovskij 1928. Sphex oxianus ingår i släktet Sphex och familjen grävsteklar. Inga underarter finns listade i Catalogue of Life.